# 황제

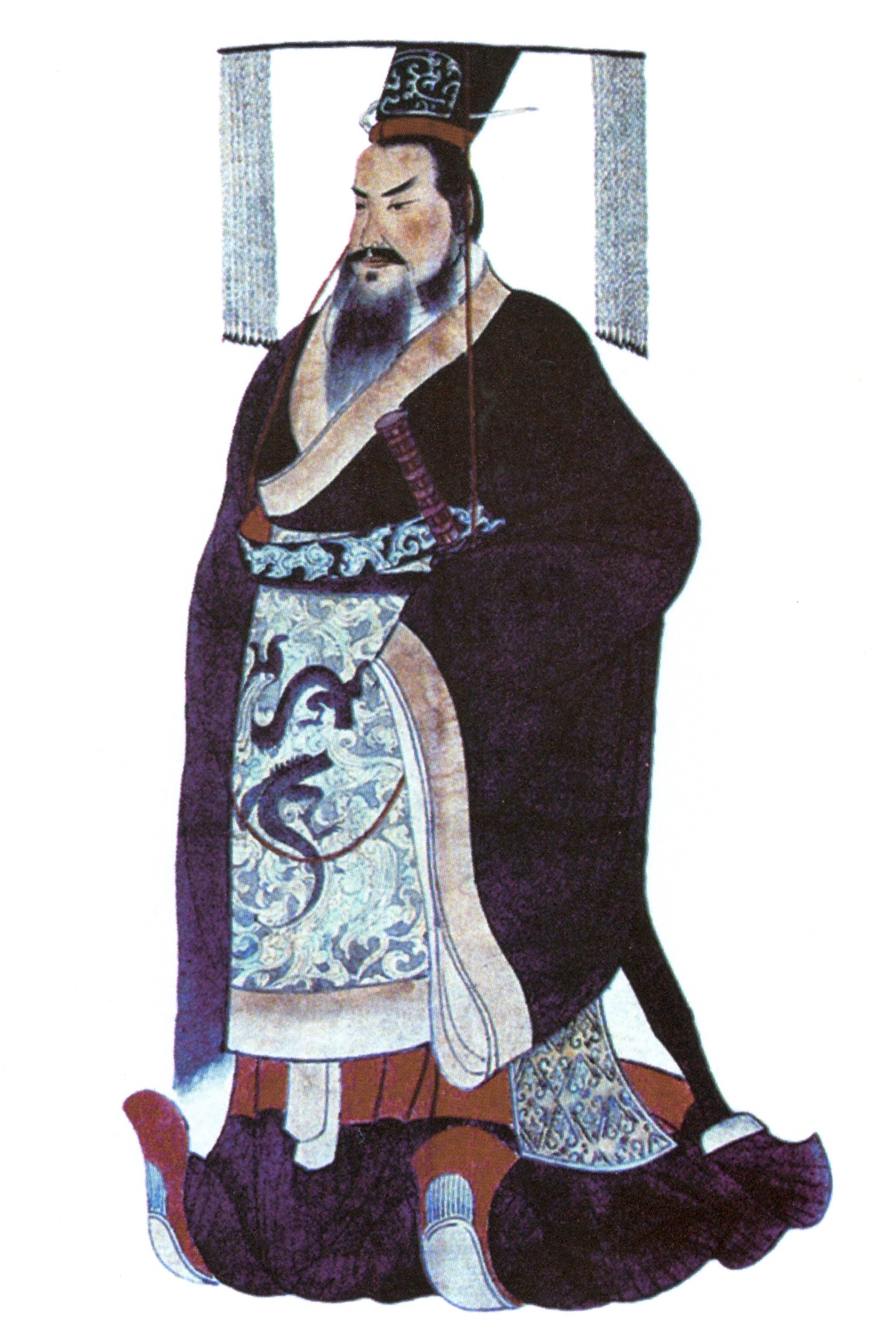
진 시황제 또는 간단히 영정은 기원전 220년부터 기원전 210년에 사망할 때까지 진나라의 초대 황제였다.

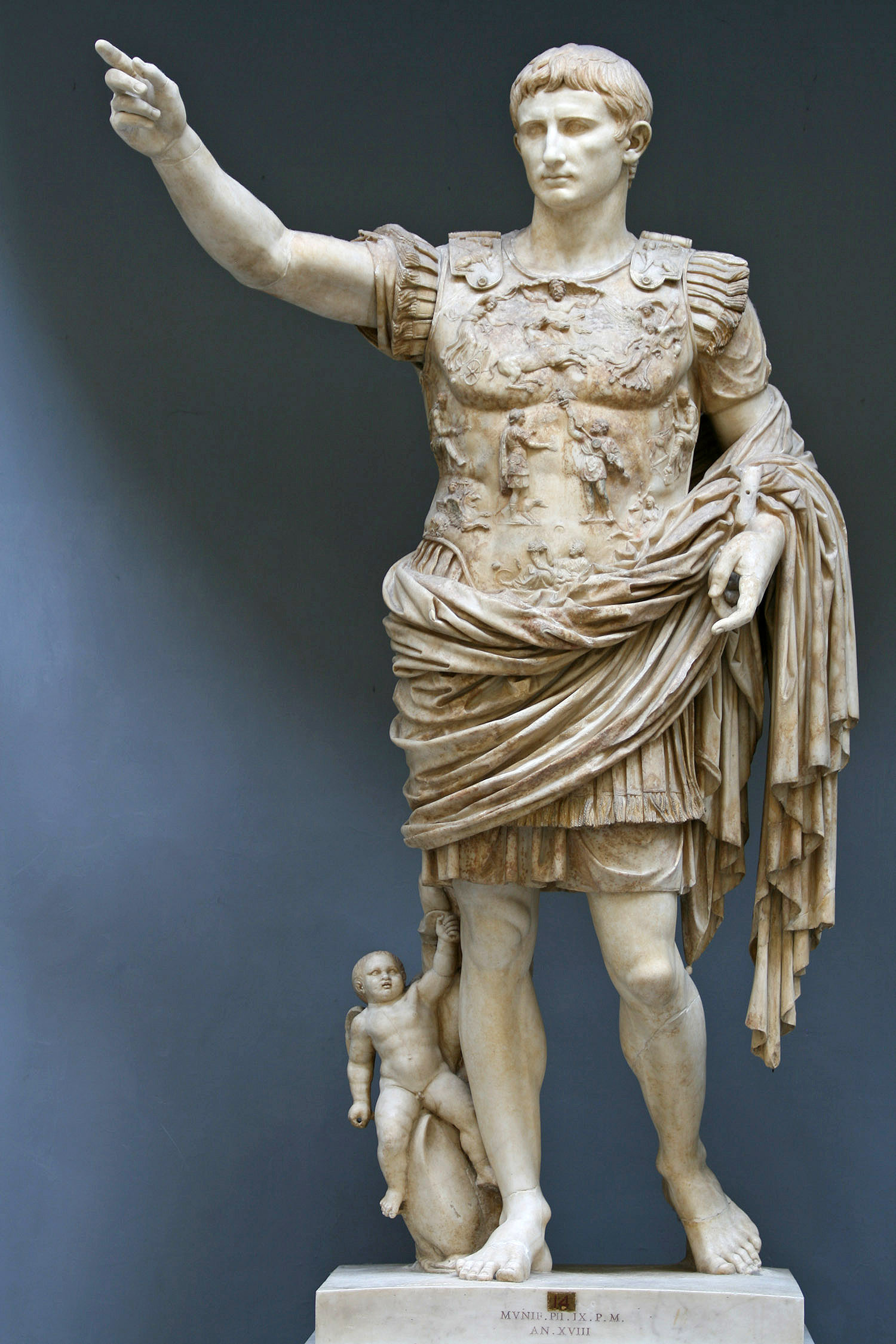
가이우스 옥타비아누스 카이사르 또는 간단히 아우구스투스는 기원전 27년부터 서기 14년에 사망할 때까지 로마 제국의 초대 황제였다.

황제(皇帝, 영어: Emperor 엠페러[*])는 제국을 다스리는 군주의 칭호이다. 황제는 일반적으로 왕을 능가하는 최고의 군주적 영예와 지위를 가진 것으로 인정받는다. 한자의 皇帝는 임금 황과 임금 제이나, 帝(제)의 경우에는 본래 ‘임금’이란 뜻이 아닌 신에게 제사를 바치기 위해 차려놓은 제사장을 의미하는 한자어였다. 帝 밑의 巾(수건, 건)자는 상 밑의 나무를 엮어 만든 선반 모양을 나타낸 것이다. 따라서 帝(제)자는 본래 하늘에 드리던 제사를 뜻했지만 천자와 연관하면서 뜻이 임금으로까지 나중에 확대하게 되었다. 유럽에서는 중세부터 황제라는 칭호가 사용되었는데, 당시에는 교회의 가시적 수장이자 서유럽 가톨릭 지역의 정신적 지도자라는 지위 때문에 교황과 동등하거나 거의 동등한 존엄성을 가진 것으로 간주되었다. 일본 천황은 현존하는 군주들 중 유일하게 영어로 황제(Emperor)로 번역되는 칭호를 가진 군주이다.
황제에 대한 엄격한 정의가 있는 만큼 황제는 다른 통치자의 우월성을 암시하는 관계가 없으며 일반적으로 둘 이상의 국가를 다스린다. 정확히는 왕을 부하로 둔 군주가 황제의 정확한 정의이다. 따라서 왕은 다른 통치자에게 조공을 바칠 의무가 있거나 불평등한 방식으로 행동에 제약을 받을 수 있지만, 황제는 이론적으로 그러한 제약에서 완전히 자유로워야 한다. 그러나 제국을 이끄는 군주가 항상 모든 상황에서 황제라는 칭호를 사용한 것은 아니며, 빅토리아 여왕은 인도를 통합하는 동안에도 대영제국 여제라는 칭호를 사용하지 않았으며, 이후 그녀는 인도 여제로 선포되었지만 대영제국 여제라는 칭호를 사용하지 않았다.
서유럽에서 황제라는 칭호는 신성 로마 황제만이 사용했는데, 신성 로마 황제는 로마 황제의 권위를 계승한다고 주장하며 국가 이데올로기의 일부로서 로마 제도와 전통에 자신을 연결시키는 '제권 이양론' 개념에서 제국의 권위를 파생시켰다. 처음에는 중부 유럽과 이탈리아 북부의 대부분을 통치했지만, 19세기에 이르러 황제는 독일어권 국가 외에는 거의 권력을 행사하지 못했다.
엄밀히 말하면 신성 로마 황제는 선출직이었지만, 16세기 후반에 이르러 신성 로마 황제위는 사실상 오스트리아 합스부르크 대공이 물려받게 되었고, 30년 전쟁 이후 합스부르크 군주제 이외의 국가, 즉 오스트리아, 보헤미아 및 제국 외의 여러 영토에 대한 통제는 거의 존재하지 않게 되었다. 그러나 1804년 나폴레옹 보나파르트가 프랑스인의 황제로 즉위했고, 곧이어 신성 로마 황제 프란츠 2세가 같은 해 오스트리아 황제로 즉위했다. 그럼에도 불구하고 신성 로마 황제의 지위는 1806년 프란츠 2세가 퇴위할 때까지 계속 유지되었다. 동유럽에서는 러시아의 군주들도 동로마 제국의 후계자로서 제국의 권위를 행사하기 위해 칭제했다. 1514년 신성 로마 황제에 의해 공식적으로 지위가 인정되었지만, 러시아 군주들은 1547년까지 공식적으로 사용하지 않았다. 그러나 러시아 황제는 1721년 표트르 대제가 전러시아의 황제라는 칭호를 채택한 이후에도 차르라는 러시아어 칭호로 더 잘 알려져 있다.
역사가들은 “황제”와 “제국”을 로마 및 유럽의 맥락에서 벗어나 과거 또는 현재의 모든 큰 국가를 설명하기 위해 시대착오적으로 자유롭게 사용해 왔다. 일부 직함은 “황제”와 동등한 것으로 간주되거나 “황제”로 번역되기도 한다. 왕중왕, 칼리파, 차크라바르틴, 대칸, 우에이 틀라토아니, 사파 잉카 등이 그 예이다. 때로는 기원전 5세기 후반의 아테네 제국, 플랜태저넷 왕조의 앙주 제국, 냉전 시대의 소비에트 제국과 미제국처럼 군주가 아닌 국가와 그 영향권으로까지 확장되기도 했다. 그러나 이러한 '제국'은 반드시 '황제'가 이끌어야 하는 것은 아니었다. “18세기 중반에 이르러 '제국'은 통치자의 칭호 대신 광대한 영토를 의미하게 되었다.
의전상 왕국이나 제국의 규모와 범위가 국제 외교 관계에서 우선순위를 결정할 수 있지만, 현재는 왕, 왕비, 황제, 황후, 왕자, 공주, 대통령 등 주권자인 국가 원수 간의 우선순위는 각자가 지속적으로 재임한 규모와 범위 또는 기간에 따라 결정될 수 있다. 유럽 외 지역에서 '황제'는 외교적 용어로 유럽 황제와 동일한 우선순위를 부여받은 칭호 보유자에게 부여된 번역어였다. 이러한 통치자들은 상호주의에 따라 유럽 통치자들과 모국어로 동등한 칭호를 인정하기도 했다. 수 세기에 걸친 국제 관습을 통해 이것이 현대에 이르러 황제를 식별하는 지배적인 규칙이 되었다.

## 유래
동양의 초대 황제는 진 시황제에게서 시작되었다. 기존 중국에서 군주의 호칭은 왕이었다. 주나라의 천자만이 왕의 직위를 가졌고, 주변 제후들은 오등작에 따라 차등되는 호칭을 부여받았다. 그러나 춘추 전국 시대를 거치면서 주나라 천자의 권위는 바닥에 떨어졌고 점차 왕을 칭하는 나라가 늘어나 모든 국가들이 왕을 칭하기에 이르렀다. 다시 중국을 통일한 진의 시황제는 왕과 차별화되는 칭호를 원했고, 삼황오제에서 각기 황과 제를 따와 황제라는 칭호를 만들었다. 황제의 아들은 왕이나 친왕으로 봉해졌다. 제(帝)는 본래 제정일치(祭政一致) 사회였던 상나라에서 조상신을 일컫는 호칭이었으나 시황제가 황제라는 칭호를 만든 이후 황제의 약어로 사용되었다.
서양의 황제는 초대 로마 황제 아우구스투스의 칭호에서 비롯되었다. 아우구스투스의 칭호인 ‘임페라토르 카이사르 디비 필리우스 아우구스투스(Imperator Caesar Divi Filius Augustus)’에서 ‘임페라토르(Imperator)’는 원래 개선장군이란 뜻이었으나 점차 황제를 가리키는 단어로 변용되었고 영어 ‘엠퍼러(emperor)’의 어원이 되었다. ‘카이사르(Caesar)’는 카이사르 가문의 이름이었으나 점차 황제를 가리키는 보통 명사가 되어 독일어 ‘카이저(Kaiser)’와 러시아어 ‘차르(царь)’로 변형되었다.

## 의미
본디 황제란 군주를 휘하에 둔 군주라는 의미로 왕보다 더 높은 직위이다. 때문에 동서고금을 막론하고 외왕내제를 한 일본 천황과 명목상 황제를 칭했던 대한제국처럼 특이한 경우를 제외하고는 황제의 휘하에는 언제나 왕 또는 왕의 역할을 하는 다른 벼슬을 휘하에 두었다.
- 로마 제국 황제는 왕의 역할을 하는 총독을 부하로 두었다.
- 프랑스 제국 황제는 나폴리 왕국, 스페인 왕국 등 여러 왕국의 국왕을 휘하에 두었으며 나폴레옹 보나파르트 황제는 휘하에 조아킴 뮈라 등의 왕을 두었다.
- 러시아 제국 황제는 왕의 역할을 하는 여러 공국의 공작들을 휘하에 두었다.
- 전한 및 후한 천자는 왕의 역할을 하는 태수를 부하로 두었다.

## 호칭
- 황제
- 천자: 중국의 황제로, '하늘의 아들'을 뜻한다.
- 천황: 일본의 황제
- 율리우스 카이사르의 이름에서 유래

- 카이저: 프로이센 등 독일 계열 국가들의 황제
- 차르: 러시아의 황제
- 칸

## 아시아

### 동아시아
황제는 여러 제후를 책봉하고 연호(年號)를 정했으며 제후국은 조공을 바치고 연호를 받아 썼다. 그래서 전통적으로는 이를 수직관계와 종속성으로 인식하려고 했다. 그러나 실제 외국 간의 조공책봉은 어느 정도 국력의 차이를 반영하여 형식상 차등적 관계를 설정하기는 하지만, 내정간섭은 없는 상호 인정과 후왕박래(厚往薄來)의 외교 행위로서 당시의 자주적 국제 질서였다.
동아시아에서 황제나 독립국의 왕의 2인칭 경칭은 폐하(陛下)이다. 이는 “높이 우러러 볼 사람이기에 뜰에서 층계 위로 우러러 뵌다.”라는 뜻이다. 제후(諸侯)의 2인칭 경칭은 전하(殿下)로 “계단 아래 뜰에서 우러러 뵌다.”라는 뜻이다. 즉 군주가 있는 곳이 다를 뿐이고 신하는 언제나 ‘뜰’(뜰층계의 아래)에 자리하게 된다. 중세 한국어에서도 ‘陛下ᄂᆞᆫ 버터ᇰ 아래니 皇帝ᄅᆞᆯ 바ᄅᆞ 몯 ᄉᆞᆯᄫᅡ 버터ᇰ 아래ᄅᆞᆯ ᄉᆞᆲᄂᆞ니라’라 하여 폐하와 전하의 뜻이 버터ᇰ 아래로 같다. 다만 그 품격에서 폐하가 전하보다 높았다. 태상황, 태황태후, 황태후 등은 황제를 폐하라 부르지 않는 대신 황상(皇上), 성상(聖上) 등으로 불렀다. 황제의 1인칭은 짐(朕)으로, 본래 일반 1인칭이었으나 시황제가 황제만이 쓸 수 있는 1인칭으로 바꾸었다.

#### 중국
진시황 즉위 이전에는 중국은 왕(王)칭호를 썼다.
기원전 221대에 진 시황제가 황제의 칭호와 각종 용어를 정립한 이래 중국의 역대 왕조들은 자국의 국가원수를 황제라 하였다. 이는 한족이 건국한 왕조뿐만 아니라 몽골과 만주에서 생활하던 여러 기마민족(騎馬民族)이 세운 요나라·금나라·원나라·청나라 등도 마찬가지였다. 이들은 기존에 칸(Khan) 등의 고유한 칭호를 사용하였지만, 중국을 넘볼 정도로 강력해지면 여지없이 칭제건원하여 중국식 황제의 칭호를 채용하였다. 그러다가 1912년 청나라가 멸망하면서 폐지되었다. 1934년 만주국에서 허수아비지만 잠시 부활하기도 하였으나 1945년 만주국도 멸망하면서 완전히 없어졌다.
이와는 별도로 당나라의 고종은 황제 칭호 대신에 ‘천황(天皇)’이라는 칭호를 쓰기도 하였다.
중국은 황제 휘하에 왕으로 태수를 두었는데 이는 일반인 국가 지도자를 의미하며 황족이 국가 지도자가 되면 왕으로 책봉하는 대신 국상(國相)이라는 총리를 두었다.

#### 한국
한국은 고종이 대한제국을 선포하면서 황제(皇帝)를 칭했다. 다만 제국 선포 이전에도 황제국에서 사용하는 용어들을 종종 차용하였다. 임의적으로 황제라 불리기도 하였다.
고구려나 신라는 독자 연호를 사용한 때가 있고 김춘추에게 태종(太宗)이라는 묘호(廟號)를 올리기도 하였다. 발해는 각종 기록에서 독자 연호의 사용과 황상, 황후(皇后) 등의 용어가 나타나지만 묘호를 올리지 않고 황제라 칭하지 않았다.
고려는 묘호를 올렸고, 태조와 광종 때 약 20년 동안 독자 연호를 사용한 적이 있다. 수도 개경을 황도(皇都)라 부르고 원구단에서 하늘에 제사 지냈으며 임의로 황제라 부른 기록들이 있다. 이렇듯 고려는 외부로는 중국에 칭신하고 내부적으로는 황제국체제를 지향했다. 다만 공식 직함은 내부적으로도 황제는 아니었던 것으로 보인다. 왕태후, 왕후, 왕태자라는 말을 절대적으로 더 많이 썼고 시호도 대왕(大王)으로 올렸다. 광종도 독자연호를 쓴 시기는 약 7년 뿐으로 송나라의 연호를 받아들였으며 스스로도 황제라는 표현은 쓰지 않았다.
원나라의 부마국이 된 충렬왕 이후로는 관제와 왕실의 호칭을 모두 제후국의 규격으로 격하되었고, 조선 시대에도 이를 계승하였다. 하지만, 조종(祖宗)의 묘호를 회복하고 왕과 왕비의 사후 대왕과 왕후(后)의 존호(尊號)를 올렸다. 1894년 청나라의 연호를 완전히 폐지하고, 군주를 대군주폐하(大君主陛下)로 격상해 불렀다.
1897년 고종은 광무(光武)로 연호를 바꾸고 원구단에서 한국의 황제에 올라 대한제국을 선포하였다. 그러나 정작 내실이 부족하여 열강의 내정간섭은 심화되었고, 결국 1910년 일본 제국과의 한일 합병으로 제정이 폐지된다.

#### 일본
일본은 야마토 시대부터 대왕(大王)의 칭호를 사용했고 대략 7세기에 천황(天皇)으로 개칭하였다. 무로마치 시대에는 쇼군이 일본국왕으로 책봉받기도 하였다. 메이지 유신 이후 왕정복고가 이루어지면서 막부가 폐지되고 천황 중심의 근대적 독일식 내각제를 채택하였다. 제2차 세계 대전에서 패전한 후로도 천황제는 존속하였고, 현재 제호(帝號)를 유지하고 국제적으로 'Emperor(황제)'가 통용 표기되는 유일한 나라이다.
일본에서 천황은 왕에 해당되는 다이묘를 휘하에 두었다.

#### 베트남
베트남은 대외적으로는 중국의 책봉을 받아 황제의 칭호를 대외적으로 쓰지 않았지만 대내적으로는 '황제’를 칭하고 독자적인 묘호와 연호를 사용하였다. 그러다가 19세기 이후부터는 대놓고 황제를 칭했고, 최후의 왕조인 응우옌 왕조는 19세기 프랑스령 인도차이나에 편입되어 식민지가 되었어도 명목상 황실은 유지하다가 1945년 완전히 막을 내렸다.

### 서아시아

#### 페르시아
기원전 550년 키루스 2세 이래 페르시아 제국의 황제는 전통적으로 파디샤(Padishah) 혹은 샤한샤(Shahanshah)라 하였다. 이는 고대 페르시아어 흐샤야티야 흐샤아티야남, 즉 ‘왕 중의 왕’이 축약된 형태이며 보통 황제로 번역한다. 사파비 왕조와 카자르 왕조에서는 페르시아의 황제가 이슬람교 시아파의 우두머리를 겸했기 때문에, 질룰라(Zill'ul'lah)라는 호칭이 황제의 휘(諱) 앞에 붙기도 하였다. 황후는 샤흐바누(Shahbanu)라 불렀는데 사파비 왕조 이후에는 마흐돌리야라고 부르기도 했다. 친왕은 샤흐자드(Shahzade)라고 불리고 미르자(Mirza)라는 존칭이 붙었다. 내친왕은 샤흐자데(Shahzadeh)라고 불렸으며 베곰(Begom)이라는 존칭이 붙었다. 20세기 팔라비 왕조까지 이어졌으나 1979년 이란 혁명으로 폐지되었다.

#### 이슬람 문화권
이슬람 문화권에서 군주의 의미를 가지는 칭호는 칼리파, 술탄, 에미르 등이 있는데 칼리파가 실권을 가지고 다스렸던 초기 이슬람 제국과 술탄이 다스렸던 셀주크 투르크 계통의 여러 국가들을 제국이라 칭한다. 그러므로 칼리파 및 술탄을 황제로 번역할 수도 있지만, 일반적으로 번역하지 않고 고유의 칭호로서 사용한다. 오스만 제국은 비잔티움 제국을 멸망시킨 뒤 제3의 로마 제국을 자처했으므로 로마 황제의 칭호도 함께 사용했다. 페르시아의 파디샤도 자칭했고, 술타네스 셀라틴(Sultanes Selatin, 술탄 중의 술탄)라는 호칭도 사용했다. 또한 압바스 왕조 칼리파의 후손에게 칼리파 지위까지 양도받아 칼리파를 자처하기도 했다. 당시 오스만 제국이 지배한 문화권 내에서 황제에 해당하는 칭호를 모두 사용한 것이다. 오스만 제국 이후 술탄은 격이 낮아져 오스만 제국과 무굴 제국, 페르시아 등지에서는 친왕의 개념으로 쓰였다.

### 남아시아
황제를 의미하는 다양한 산스크리트어 칭호들은 다음과 같다.
- 삼라트
- 차크라바르티
- 삼라트 차크라바르틴 또는 차크라바르티 삼라트
- 마하라자디라자
- 에카라트
- 바드샤
- 차트라파티

삼라트는 왕중왕을 지칭하는데, 이는 그가 주권 통치자인 동시에 봉건 군주라는 것을 의미한다. 한자 문화권에서 전륜성왕으로 번역되는 차크라바르티는 말 그대로 전차 바퀴가 방해받지 않고 모든 곳에서 구르는 통치자를 뜻하는 단어로, 전 인도 아대륙 또는 남아시아를 다스리는 통치자를 가리킨다. 세계의 황제를 의미하는 삼라트 차크라바르틴, 혹은 차크라바르티 삼라트는 바로 이 삼라트와 차크라바르티가 결합된 단어로, 후기 베다 시대에서는 일반적으로 삼라트가 아슈바메다를 수행한 후에만 차크라바르티 삼라트라고 불렸으며, 종교적 전통에 따라 다른 왕과 왕자보다 우월하다고 주장할 수 있었다. 다시 말해 차크라바르티는 항상 삼라트로 간주되지만 삼라트가 반드시 차크라바르티로 간주되지는 않았다고 할 수 있다.
리그베다에서 증명된 바와 같이 이 단어는 바루나와 같은 다양한 베다 신들의 별명으로 사용되었으며, 삼라트의 칭호는 인도 아대륙의 많은 통치자들은 힌두 신화에서 주장한 대로 삼라트라는 칭호를 사용하였다. 대부분의 역사가들은 찬드라굽타 마우리아가 거대한 마우리아 제국을 다스렸던 것을 이유로 찬드라굽타 마우리아를 인도 아대륙의 첫번째 삼라트(황제)로 간주하고 있으며, 그의 손자인 아소카는 제일 유명한 인도의 황제이다. 판다바 5형제 중 하나인 아르주나의 후손이자 북인도의 거대한 지역을 통치한 아낭그팔 토마르(Anangpal Tomar)는 중세 인도의 위대한 황제로 간주되며, 마라타 제국의 차트라파티인 시바지는 근대 초기 인도의 가장 위대한 마지막 황제로 간주된다. 역사가들은 마우리아 제국 이외에도 토마르, 굽타, 비자야나가라, 카카티야, 호이살라 및 촐라 등의 인도 왕조들을 제국으로 간주하고 있다.
무슬림 통치자들을 위한 황제의 대체 칭호는 파디샤(또는 바드샤)였다. 마찬가지로 마라타 제국의 황제는 차트라파티라고 불렸으며, 인도를 통치한 영국의 인도 황제는 카이사르-이-힌드(Kaisar-i-Hind)라는 칭호를 추가적으로 채택하였다.

## 유럽
서구에서 황제는 초대 로마 황제 아우구스투스가 사용한 칭호에서 유래한 이래 기본적으로 로마 제국의 최고 지배자를 일컫는다. 아무리 강대한 나라라도 로마 제국의 전통을 물려받지 못하면 사용할 수 없었고, 아울러 교회의 승인도 필요했다. 유럽에서 사용된 황제 칭호는 전부 로마 황제의 직함에서 유래한 것으로, 로마 시대에는 아우구스투스, 임페라토르, 프린켑스, 카이사르 등이 황제의 칭호로 사용되었다. 중세부터는 로마 시대에 사용된 칭호들 중 임페라토르와 카이사르가 황제 칭호로 사용되었는데, 대표적인 사례로 독일어로 황제를 의미하는 카이저와 러시아어로 황제를 의미하는 차르 두 단어는 모두 카이사르의 해당 언어식 표현이다.

### 고대 ~ 근세
로마 시대 황제의 권력은 '호민관 특권'(potestas tribunicia)과 '대행 집정관 권한'(imperium proconsulare)에 의해서 만들어졌다. 호민관 특권은 황제에게 거부권(veto)를 부여하게 됐고, 이는 원로원과 민회의 결정까지도 거부할 수 있는 권한으로써, 본래 공화정 시대에는 서로에 대한 견제의 의미로써 두명의 집정관과 10명의 호민관 모두에게 주어졌던 권한이다. 또한 호민관 특권은 황제의 신체는 신성불가침으로 만들었다. 그에게 폭력을 가하거나 그의 의무 수행을 의도적으로 방해하는 자는 저주 곧 사형에 처해졌다. 이는 공화정 시대에는 호민관에게 주어졌던 특권으로, 본래 공화정 시대에는 평민들의 권리를 보호하는 호민관의 특성상 신변의 안전을 보장하는 성격이 더 강했던 특권이었다. 대행 집정관 권한(공화정 시대의 총독 역할을 맡던 대행 집정관의 권한)을 통해 황제는 로마군 통수권을 가지게 된다. 황제는 공화정 시대에는 원로원과 민회의 몫이었던 전쟁 선언, 조약 비준, 외교 협상 등의 외교권도 가졌으며, 원로원 의원 임명권 등 과거 감찰관이 맡던 여러 권한을 행사하기도 하였다. 게다가 황제는 종교 조직을 통제하였으며, 황제는 늘 최고 사제장(pontifex maximus)이며 네 가지 주요 사제단의 일원이었다.
로마 제국이 동서로 분할되면서 황제도 2명이 되었다. 이 중 서로마 황제의 경우 서로마 제국이 5세기 중후반에 멸망하면서 그 제위(帝位)가 오랫동안 비어 있다가, 프랑크 왕국의 국왕카롤루스 1세가 800년 12월에 교황으로부터 서로마 황제의 관을 받았다. 이 자리는 오토 1세의 신성 로마 황제위로 이어졌고 16세기부터는 합스부르크 왕조가 신성 로마 황제위를 세습했다.
반면 동로마 황제의 경우 동로마 제국이 오래 존속하면서 안정적으로 제위를 유지하였다. 이라클리오스 황제 때부터 라틴어 임페라토르 카이사르 아우구스투스 대신 그리스어 바실레프스(Βασιλεύς, 황제)를 칭호로 사용하고 이보다 더 나중에는 전제자를 의미하는 아프토크라토르라는 칭호도 같이 사용하였다. 15세기 러시아를 통일한 이반 3세는 동로마 제국이 멸망하자 그 정통성의 계승과 동방 정교회의 수호를 주장하며 스스로 차르(Tsar)에 올랐다. 명분은 마지막 동로마 황제의 조카딸과의 혼인과 모스크바로 동방 정교회의 중심지가 이동한 점이었다. 1721년 표트르 1세는 아예 러시아 제국을 선포하고 임페라토르(Imperator)를 칭하였다. 한편 동로마 제국의 콘스탄티노폴리스를 함락시킨 오스만 제국의 술탄 메흐메트 2세는 자신이야말로 콘스탄티노폴리스 총대주교의 보호자이자 제3의 로마 황제라고 주장하였으나 교회의 인정을 받지는 못하였다.
이외에도 동로마 제국 및 교황의 인정을 받아 공식적으로 황제가 된 제 1차 불가리아 제국이 있다. 동로마 제국이 약화된 틈을 타서 황제로 인정되긴 하였으나 이후 약화되면서 100여 년 만에 멸망하였다.

### 근대 ~ 현대
1804년 프랑스의 나폴레옹은 샤를마뉴로부터 위그 카페, 그리고 자신으로 그 정통이 이어진다며 프랑스 제국을 선포하고 스스로 황제에 즉위하였다. 이전까지만 해도 스페인의 카스티야 왕국이나 발칸반도의 세르비아 제국에서 황제를 자칭한 적은 있었으나 공인 받은 것은 아니었다. 1801년 영국의 조지 3세는 아일랜드 왕국을 합병했을 때 국내의 황제 칭호 권유를 거절하기도 하였다. 반면에 나폴레옹에게 자극받은 오스트리아 대공국의 대공이자 신성 로마 제국의 황제였던 프란츠 2세는 오스트리아 제국을 수립하여 전무후무한 두 개의 황제를 겸하였다. 신성 로마 제국은 1806년 나폴레옹에게 해체당했지만 각지에서 황제가 난립하면서 황제 즉위의 원칙은 깨지고 그 가치도 떨어졌다. 독일은 19세기 중후반 여러 대외전쟁에서 승리하여 통일된 후 호엔촐레른 왕가의 빌헬름 1세가 프랑스의 베르사유 궁전에서 독일 제후들의 추대를 받는 형식으로 제위에 올라 독일 제국을 선포하였다. 20세기까지 유럽에서 제호를 썼던 나라는 러시아, 오스트리아, 독일, 터키의 4국이었는데 제1차 세계 대전의 결과 모두 폐지되었고, 현재 유럽에서 제호를 쓰는 나라는 없다.

## 아프리카
솔로몬으로부터 이어지는 세계 최장수 왕조라 주장하는 에티오피아의 솔로몬 왕조는 3세기에 재위한 엘라 아메다 1세부터 네구사 네게스트(Negusa Nagast, 왕중의 왕)라는 황제 칭호를 사용하였다. 상징은 예수를 나타내는 왕관을 쓴 사자로 ‘유다의 사자’ 라고 불린다. 1974년 군부 쿠데타가 일어나 하일레 셀라시에 1세는 최후의 황제가 되었다.

## 아메리카
잉카 제국과 아즈텍 제국의 군주는 일반적으로 황제로 호칭된다.
멕시코는 매우 짧은 2번의 제정이 있었다. 제1제정은 스페인으로부터 독립한 후 1822년 아구스틴 데 이투르비데가 스스로 제위에 올랐다가 1823년 공화정으로 전환되었다. 1864년 프랑스의 나폴레옹 3세는 멕시코를 보호국으로 삼을 목적에서 막시밀리안 1세를 내세워 제2제정을 열었으나 1867년 베니토 후아레스에 의해 공화정이 부활하였다.
포르투갈의 식민지였던 브라질은 나폴레옹 전쟁으로 브라간사 왕가가 피난오면서 그 지위가 격상되었다. 결국 왕실이 본국으로 돌아간 후 1822년 독립하여 남아있던 페드루 1세를 황제에 올려 브라질 제국을 선포하였다. 그러다가 1889년 공화정으로 전환되었다.

## 같이 보기
- 일본 천황 목록(BC 660 ~)
- 마우리아 황제(BC 321 ~ BC 185)
- 중국의 황제 목록(BC 200 ~ 1912)
- 로마 황제 목록(BC 27 ~ 1453)
- 동로마 황제(395 ~ 1453)
- 프랑크 황제(800 ~ 924)
- 신성 로마 황제(962 ~ 1806)
- 전러시아의 황제(1721 ~ 1917)
- 오스트리아 황제(1804 ~ 1918)
- 프랑스인의 황제(1804 ~ 1815, 1852~1870)
- 독일 황제(1871~1918)
- 대한제국의 황제(1897~1910)